# Region Zachodni (Ghana)
Region Zachodni – jeden z 16 administracyjnych regionów Ghany. Obejmuje duże miasta Sekondi i Takoradi na wybrzeżu, nadbrzeżny Axim i położone w głębi kraju, na pagórkowatym obszarze sięgającym od granicy z Wybrzeżem Kości Słoniowej na zachodzie do Regionu Centralnego na wschodzie, miasto Elubo oraz najbardziej wysunięte na południe miejsce Ghany Przylądek Trzech Punktów (ang. Cape Three Points). W 2019 roku wydzielono z niego Region Zachodnio-Północny.

## Geografia
Region ma najwyższą ilość opadów w kraju, bujne zielone wzgórza i urodzajne ziemie. Znajduje się tu duża liczba mniejszych i większych kopalni złota.
Największymi rzekami są Ankobra, Bia i Pra na wschodzie oraz Tano częściowo tworząca zachodnią granicę. Obszar jest znany ze wsi Nzulezo zbudowanej całkowicie na palach i platformach ponad wodą, oraz obszaru chronionego Ankasa, wraz z Parkiem Narodowym Nini Suhien. Znajduje się tu szereg imponujących fortów położonych wzdłuż wybrzeża, zbudowanych po roku 1512 przez Portugalczyków, Holenderów i Brytyjczyków.

### Podział administracyjny
W jego skład wchodzi 14 dystryktów:
- Okręg miejski Ahanta West
- Dystrykt Amenfi Central
- Okręg miejski Wassa Amenfi East
- Okręg miejski Amenfi West
- Dystrykt Ellembelle
- Okręg miejski Jomoro
- Dystrykt Mpohor
- Okręg miejski Nzema East
- Okręg miejski Prestea-Huni Valley
- Zgromadzenie Metropolitalne Sekondi Takoradi
- Dystrykt Shama
- Okręg miejski Tarkwa-Nsuaem
- Dystrykt Wassa East
- Okręg miejski Effia-Kwesimintsim

## Demografia
Według spisu w 2021 roku region zamieszkany jest głównie przez ludy Akan (78%), Mole-Dagbani (8,3%), Ewe (6,4%) i Ga-Dangme (2,5%). 

### Religia
Struktura religijna w 2021 roku według Spisu Powszechnego:
- zielonoświątkowcy i charyzmatycy – 34,9%,
- pozostali protestanci – 21,1%,
- katolicy – 11,1%,
- pozostali chrześcijanie – 15,9%,
- muzułmanie – 9,4%,
- brak religii – 0,95%,
- religie etniczne – 0,32%,
- inne religie – 6,3%.